# Macedonië op de Olympische Zomerspelen 2008
Macedonië nam deel aan de Olympische Zomerspelen 2008 in Peking, China.
Macedonië debuteerde op de Zomerspelen in 1996 en deed in 2008 voor de vierde keer mee. Macedonië won eerder één medaille; brons. Deze werd bij het worstelen behaald door Magomed Ibragimov op de Spelen van 2000 in de klasse vrije stijl tot 85 kilogram.

## Deelnemers en resultaten
(m) = mannen, (v) = vrouwen 
| Sport       | Olympiër          | Discipline                 | Resultaat | Prestatie |
| ----------- | ----------------- | -------------------------- | --------- | --- |
| Atletiek    | Redzep Selman     | hink-stap-springen (m)     | 37e       | kwalificatie groep A: 14,98 m - 15,29 m - 15,28 m |
| Atletiek    | Ivana Rozhman     | 100 m (v)                  | 69e       | serie 1: 12,92 (7e) |
| Kanovaren   | Atanas Nikolovski | K1 slalom (m)              | 19e       | kwalificatie: 181,19 (92,63 + 88,56) |
| Schietsport | Saso Nestorov     | 10 m luchtgeweer (m)       | 51e       | 558 punten (96-91-93-92-92-94) |
| Worstelen   | Muzad Ramazanov   | vrije stijl, tot 60 kg (m) | 7e        | 1/16F: won van Tevfik Odabasi (Tur) 1/8F: won van Kim Jong-Dae (Kor) KF: verloor van Mavlet Batirov (Rus) herkansing 2R: won van Zelimkhan Huseynov (Aze) |
| Zwemmen     | Mihajlo Ristovski | 200 m vrij (m)             | 54e       | serie 1: 1.57,45 (2e) |
| Zwemmen     | Elena Popovska    | 100 m vrij (v)             | 47e       | serie 1: 59,93 (2e) |

Afghanistan · Albanië · Algerije · Amerikaanse Maagdeneilanden · Amerikaans-Samoa · Andorra · Angola · Antigua en Barbuda · Argentinië · Armenië · Aruba · Australië · Azerbeidzjan · Bahama's · Bahrein · Bangladesh · Barbados · België · Belize · Benin · Bermuda · Bhutan · Bolivia · Bosnië en Herzegovina · Botswana · Brazilië · Britse Maagdeneilanden · Bulgarije · Burkina Faso · Burundi · Cambodja · Canada · Centraal-Afrikaanse Republiek · Chili · China · Chinees Taipei · Colombia · Comoren · Congo-Brazzaville · Congo-Kinshasa · Cookeilanden · Costa Rica · Cuba · Cyprus · Denemarken · Djibouti · Dominica · Dominicaanse Republiek · Duitsland · Ecuador · Egypte · El Salvador · Equatoriaal-Guinea · Eritrea · Estland · Ethiopië · Fiji · Filipijnen · Finland · Frankrijk · Gabon · Gambia · Georgië · Ghana · Grenada · Griekenland · Groot-Brittannië · Guam · Guatemala · Guinee · Guinee‑Bissau · Guyana · Haïti · Honduras · Hongarije · Hongkong · Ierland · IJsland · India · Indonesië · Irak · Iran · Israël · Italië · Ivoorkust · Jamaica · Japan · Jemen · Jordanië · Kaaimaneilanden · Kaapverdië · Kameroen · Kazachstan · Kenia · Kirgizië · Kiribati · Koeweit · Kroatië · Laos · Lesotho · Letland · Libanon · Liberia · Libië · Liechtenstein · Litouwen · Luxemburg · Macedonië · Madagaskar · Malawi · Malediven · Maleisië · Mali · Malta · Marshalleilanden · Marokko · Mauritanië · Mauritius · Mexico · Micronesië · Moldavië · Monaco · Mongolië · Montenegro · Mozambique · Myanmar · Namibië · Nauru · Nederland · Nederlandse Antillen · Nepal · Nicaragua · Nieuw-Zeeland · Niger · Nigeria · Noord-Korea · Noorwegen · Oeganda · Oekraïne · Oezbekistan · Oman · Oostenrijk · Oost‑Timor · Pakistan · Palau · Palestina · Panama · Papoea-Nieuw-Guinea · Paraguay · Peru · Polen · Portugal · Puerto Rico · Qatar · Roemenië · Rusland · Rwanda · Saint Kitts en Nevis · Saint Lucia · Saint Vincent en Grenadines · Salomonseilanden · Samoa · San Marino · Sao Tomé en Principe · Saoedi-Arabië · Senegal · Servië · Seychellen · Sierra Leone · Singapore · Slovenië · Slowakije · Soedan · Somalië · Spanje · Sri Lanka · Suriname · Swaziland · Syrië · Tadzjikistan · Tanzania · Thailand · Togo · Tonga · Trinidad en Tobago · Tsjaad · Tsjechië · Tunesië · Turkije · Turkmenistan · Tuvalu · Uruguay · Vanuatu · Venezuela · Verenigde Arabische Emiraten · Verenigde Staten · Vietnam · Wit-Rusland · Zambia · Zimbabwe · Zuid-Afrika · Zuid-Korea · Zweden · Zwitserland
Uitgesloten van deelname: Brunei